# Ексетер Сіті
«Ексетер Сіті» (англ. «Exeter City Football Club») — професіональний англійський футбольний клуб з міста Ексетер. Заснований у травні 1901 року як «Сент-Сідвеллз Юнайтед» (англ. «St. Sidwell's United»), 31 травня 1904 року отримав нинішню назву.

## Досягнення
- Віце-чемпіони Третього дивізіону Футбольної ліги (Південь): 1932–33
- Чемпіони Четвертого дивізіону Футбольної ліги: 1989–90
- Переможці плей-оф Національної ліги: 2007–08